# Limonsón
Espèce
Le Limonsón, ou Limasa, est un agrume hybride cultivé au Venezuela autour de Maracaibo, dans les états de Zulia, de Falcón et de Lara. Il est principalement utilisé en desserts sucrés et en confiture.

## Dénomination
Le terme est rapproché de toronja qui en espagnol est Citrus paradisi, mais on rencontre comme nom binomial Citrus maxima (= C. grandis), qui est très probable pour un gros fruit ovoïde peu juteux. On lit aussi que ce serait un citronnier greffé sur un oranger, assemblage qui ne peut donner ce fruit.
C. paradisi serait un hybride orange douce x pamplemousse (C. × paradisi  Macfad. = C. maxima  (Burm.) Merr. ×  C. sinensis (L.) Osbeck).

## Utilisation
On en fait des confiseries, des bonbons, de la confiture de Limonsón. L'Atlas des traditions vénézuéliennes (2005) décrit le fruit comme un « agrume extrêmement délicat ». La confiture se fait exclusivement avec la pulpe ; le mésocarpe est réputé amer.